# Anisotricha similis
Anisotricha similis är en tvåvingeart som beskrevs av Jaschhof 2004. Anisotricha similis ingår i släktet Anisotricha och familjen Rangomaramidae. Inga underarter finns listade i Catalogue of Life.